# Herr Kuchen
Herr Kuchen (* 1996; eigentlich Marc-Philipp Müller) ist ein deutscher Rapper. Er wurde vor allem durch Battlerap bekannt.

## Leben und Werdegang
Über Herr Kuchens Privatleben ist relativ wenig bekannt. In einem Interview sagte er, dass er aus normalen Verhältnissen kommt und schon früh mit deutschem Hiphop in Kontakt kam. Schon in jungen Jahren konnte er sich für die Produktion von Medien aller Art begeistern und nahm es als Herausforderung alle seine Werke von Anfang bis Ende selbst zu produzieren. 
Im Jahre 2015 präsentierte sich Herr Kuchen erstmals öffentlich im Videobattleturnier. Im Jahre 2017 bewarb sich der Frankfurter beim JuliensblogBattle. Dort schaffte er es bis in das Finale, konnte bekannte Künstler wie Greeen besiegen und machte einen Featuresong mit seinem Freund und Kollegen Jay Jiggy, welcher eine Million Mal geklickt wurde. Im Finale verlor er gegen Timatic. Durch eine Verzögerung im Turnierablauf veröffentlichte Herr Kuchen während dem Turnier sein zweites Soloalbum Der Geheilte.
Nach seiner erfolgreichen Teilnahme, veröffentlichte Herr Kuchen Anfang 2019 sein Nordkorea Tape. Zudem präsentierte er sich bei der Live-Plattform "Don't Let The Label Label You", welche ähnlich wie Rap am Mittwoch funktioniert. Ende des Jahres kam dann sein drittes Soloalbum Frisch aus dem Ofen II welches den logischen Nachfolger zum Debütalbum bildete. Er drehte die Musikvideos in Los Angeles und San Francisco und veröffentlichte seine erste Deluxe-Box.
Anfang 2020 gründete Herr Kuchen zusammen mit seinem älteren Bruder seine eigene Produktionsfirma Creative Bakery mit Sitz in Offenbach am Main, welche auch als Label und Vertrieb fungiert.
Mitte 2020 veröffentlichte er seine Aus Gutem Hause EP,  mit unerwarteten Features von Pimf und Favorite, welche erwachsenere Töne anschlägt.
In den 2020ern tritt er als Produzent seiner damaligen Lebenspartnerin Jindo109 auf. Er produziert ihr Kristall Tape, das Oktober 2022 erscheint, gefolgt vom Süchtig Tape im Sommer 2023. Für März 2024 wurde ihr erstes Album angekündigt, doch kurz darauf kam es zum Zerwürfnis der beiden. Herr Kuchen lies sämtliches Material von ihr von Spotify und Apple Music löschen. Im Anschluss veröffentlicht er den Track Jana, einen 13-minütigen Disstrack, in der er ihr Manipulation, häusliche Gewalt und schwere Drogenabhängigkeit vorwirft. Jana konterte im Hip-Hop-Magazin TVStrassensound, das Herr Kuchen sie an Opiate herangeführt und abhängig gemacht habe. Der kontroverse Track wurde in der Szene gemischt aufgenommen, wobei er selbst für Kritiker mit zum Besten gehört, was Herr Kuchen bislang veröffentlichte.
Ende 2024 erschien das achte Album Frisch aus dem Ofen III, mit dem Herr Kuchen erstmals die deutschen Albencharts erreichte.

## Musikstil
Herr Kuchen fällt in der Hip-Hop-Szene vor allem durch provokante Texte auf. Im Stile von den 257ers oder dem alten Favorite werden diese mit zum Teil schwarzen Humor untermalt. Herr Kuchen ist bekannt, Details aus seinem Privatleben in die Texte einfließen zu lassen, wobei der Unterschied zwischen Kunstfigur und realer Person oft unklar bleibt. In seinen Texten thematisiert er seinen früheren Drogenkonsum, den er zum Teil verklärt, aber auch später verdammt. Kritiker werfen ihm Zweckreime, Edginess und schlechte beziehungsweise veraltete Beats vor.

## Diskografie

### Alben
- 2017: Frisch aus dem Ofen
- 2018: Der Geheilte
- 2019: Nordkorea Tape
- 2019: Frisch aus dem Ofen II
- 2021: Spritziges Gebäck
- 2022: 280mg
- 2023: Hilfe!
- 2024: Frisch aus dem Ofen III

### EPs
- 2014: Der Tote EP
- 2015: Ullareste EP
- 2020: Aus gutem Hause EP